# Catanzaro
Catanzaro ist eine süditalienische Gemeinde und Hauptstadt der Region Kalabrien und der Provinz Catanzaro mit 84.109 Einwohnern (Stand 31. Dezember 2023). Die Stadt erstreckt sich über eine Fläche von 102,3 km² und ist Sitz des Erzbistums Catanzaro-Squillace.

## Lage
Catanzaro liegt geographisch ungefähr in der Mitte Kalabriens, am Isthmus von Marcellinara, wo das Ionische Meer nur 35 Kilometer vom Tyrrhenischen entfernt ist. Die Nachbargemeinden sind Borgia, Caraffa di Catanzaro, Gimigliano, Pentone, San Floro, Sellia, Settingiano, Simeri Crichi und Tiriolo.
Die Altstadt liegt knapp 10 Kilometer im Landesinneren auf drei Hügeln über den tief eingeschnittenen Tälern der Fiumarella und des Musofalo. Das Gemeindegebiet erstreckt sich heute mit einigen Vororten wie Catanzaro Lido bis hinunter zum Ionischen Meer.

## Geschichte
Catanzaro wurde im 10. Jahrhundert als byzantinische Festung gegen sarazenische Überfälle gegründet. Ab dem 11. Jahrhundert war die Stadt bekannt für die Herstellung von Seide, später auch von Samt und Damast. Im 13./14. Jahrhundert waren die Grafen Ruffo mit der Herrschaft Catanzaro belehnt. Unter der aragonesischen Herrschaft über das Königreich beider Sizilien erlebte die Stadt im späten Mittelalter einen großen Aufschwung. Nach einer Zeit des Verfalls erholte sich die Stadt erst wieder um 1800. Catanzaro wurde zu einem Eisenbahnknoten und zu einem Handelszentrum für Weizen, Öl und Wein. In der Nähe Catanzaros entsteht der Rotwein Lamezia (siehe hierzu auch den Artikel Weinbau in Italien).
1970 wurde die Stadt anstelle von Reggio Calabria Hauptstadt der Region Kalabrien. Das Regionalparlament tagt weiterhin in Reggio Calabria, die Regierung und viele wichtige Behörden haben nun ihren Sitz in Catanzaro.

## Kultur und Sehenswürdigkeiten
- Università degli studi „Magna Græcia“
- Accademia di Belle Arti di Catanzaro[2]
- Policlinico Universitario „Mater Domini“[3]
- Pontificio Seminario Regionale „S. Pio X“[4]
- Conservatorio musicale F. Torrefranca di Vibo Valentia
- Accademia D’Arte Teatrale „Officina Teatrale“[5]
- Istituto di ricerca regionale educativa[6]
- Università telematica Calabria Uni.Tel.Cal.[7]

### Theater und Museen
- Museo Storico Militare

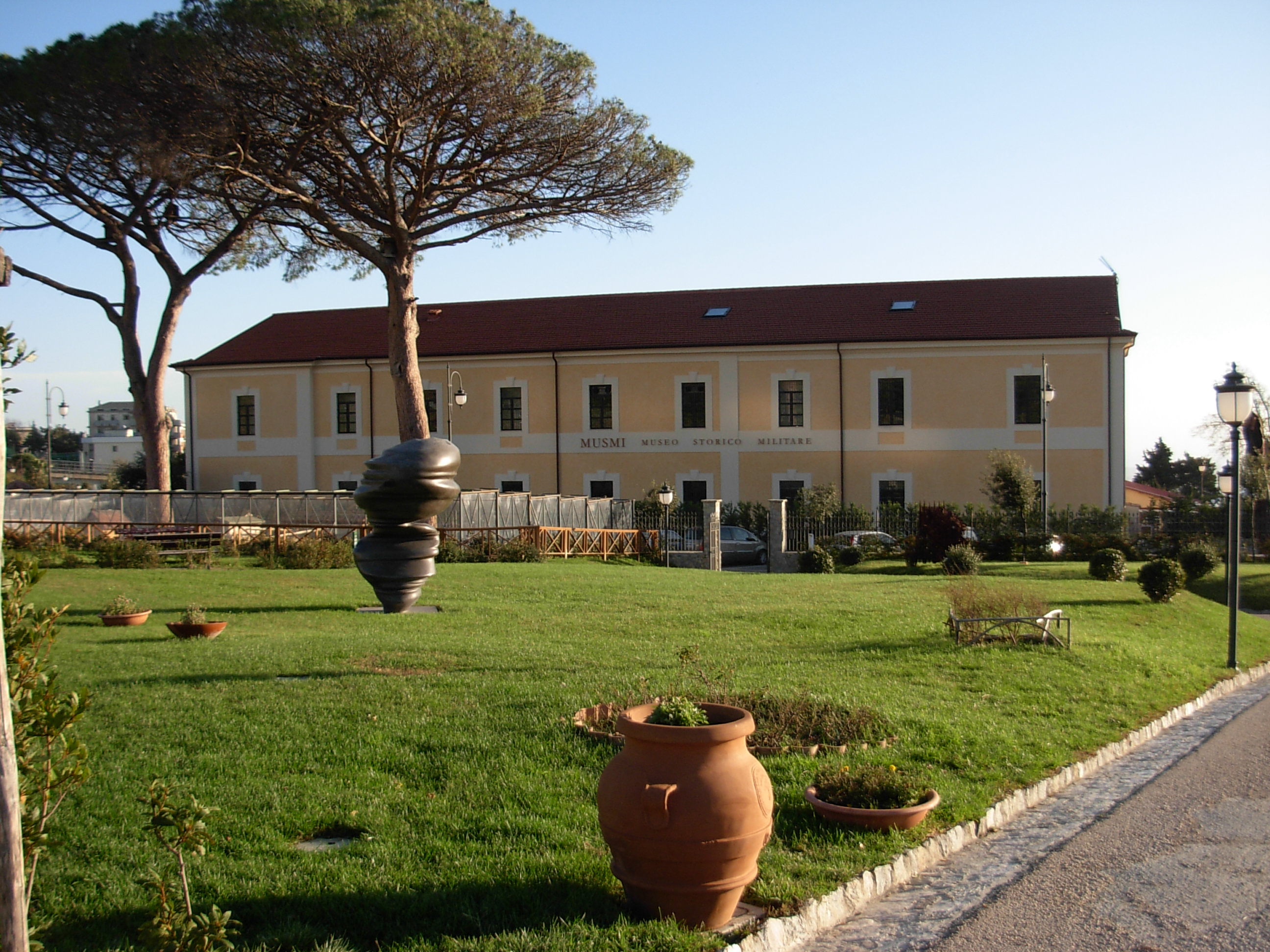
Museo Storico Militare

- Museo d’arte moderna e contemporanea di Catanzaro „MARCA“
- Museo provinciale „Villa Margherita“
- La casa della memoria
- Museo delle carrozze
- Museo risorgimentale
- Museo della seta
- Gipsoteca Jerace
- Museo diocesano
- Teatro Politeama

### Bauwerke

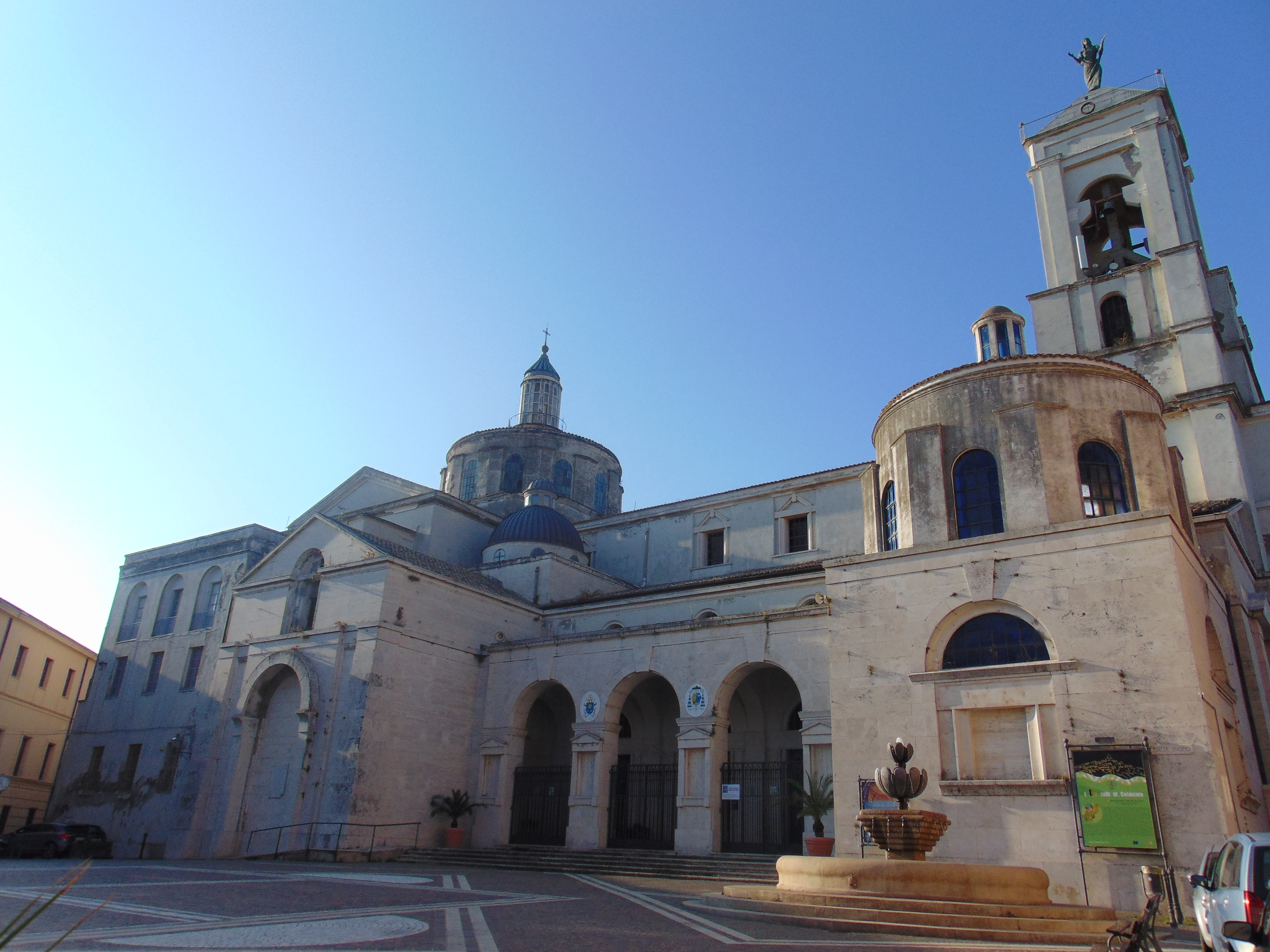
Cattedrale metropolitana di Santa Maria Assunta
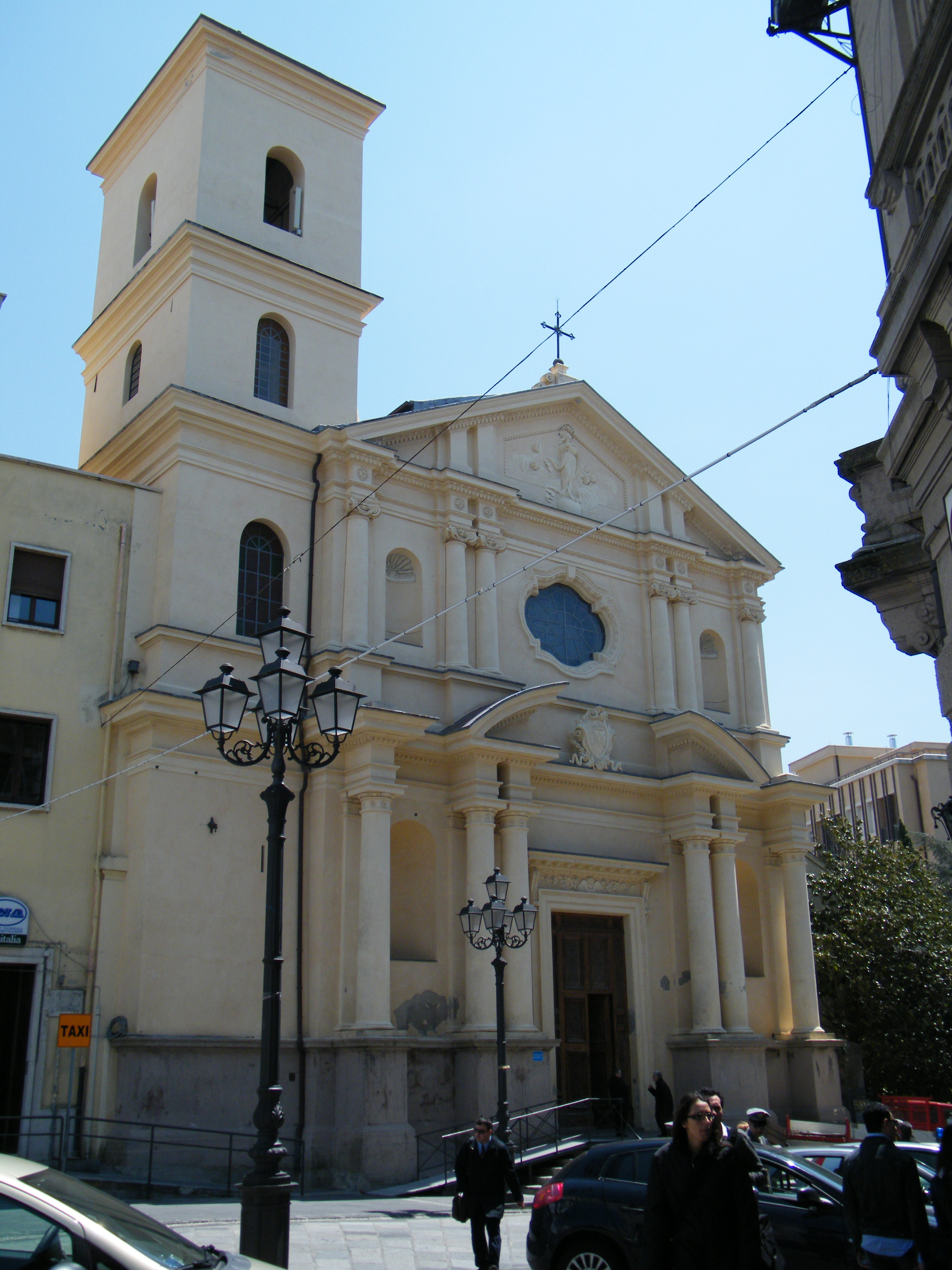
Basilica dell’Immacolata Concezione
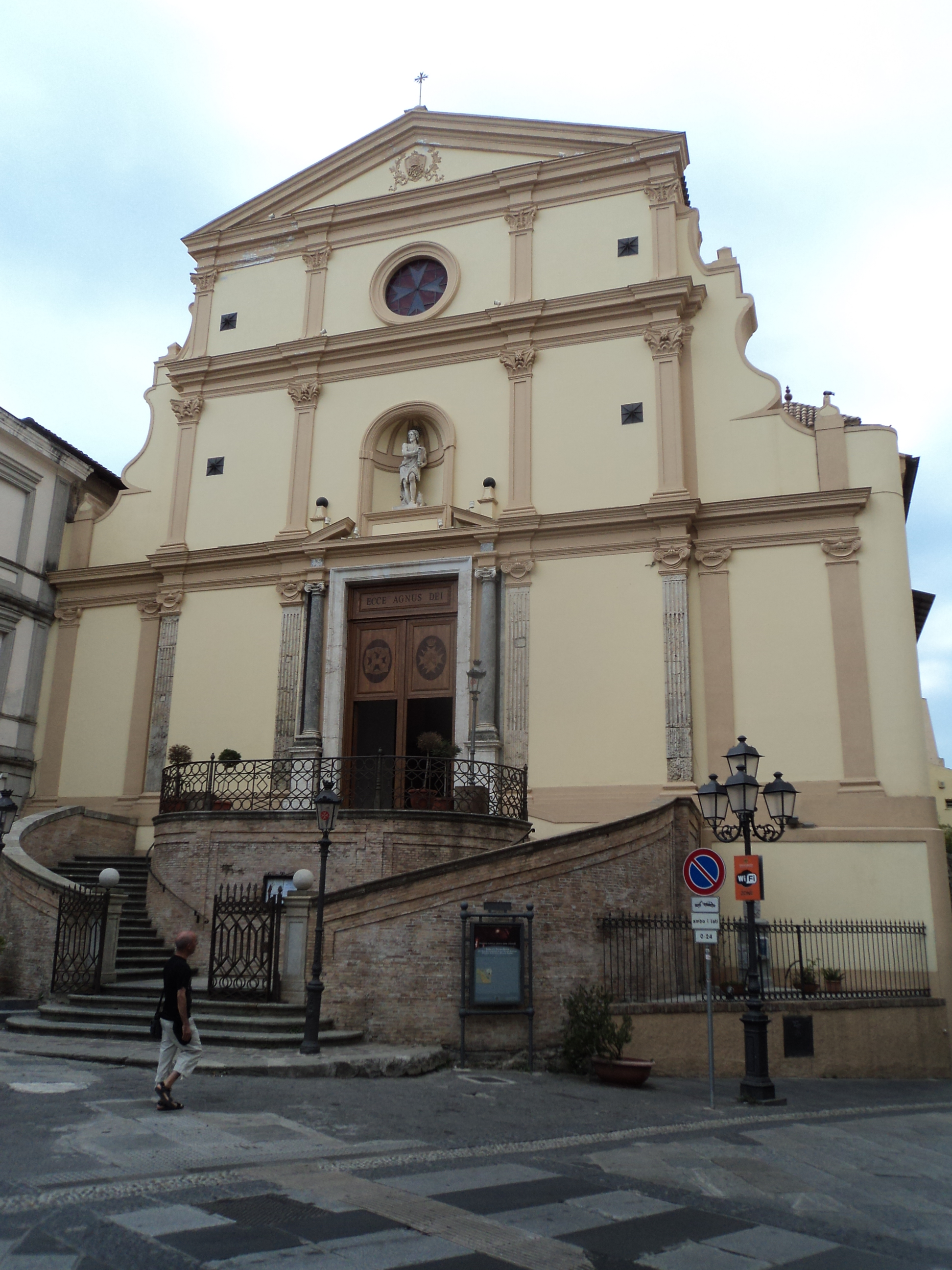
Chiesa di San Giovanni Battista
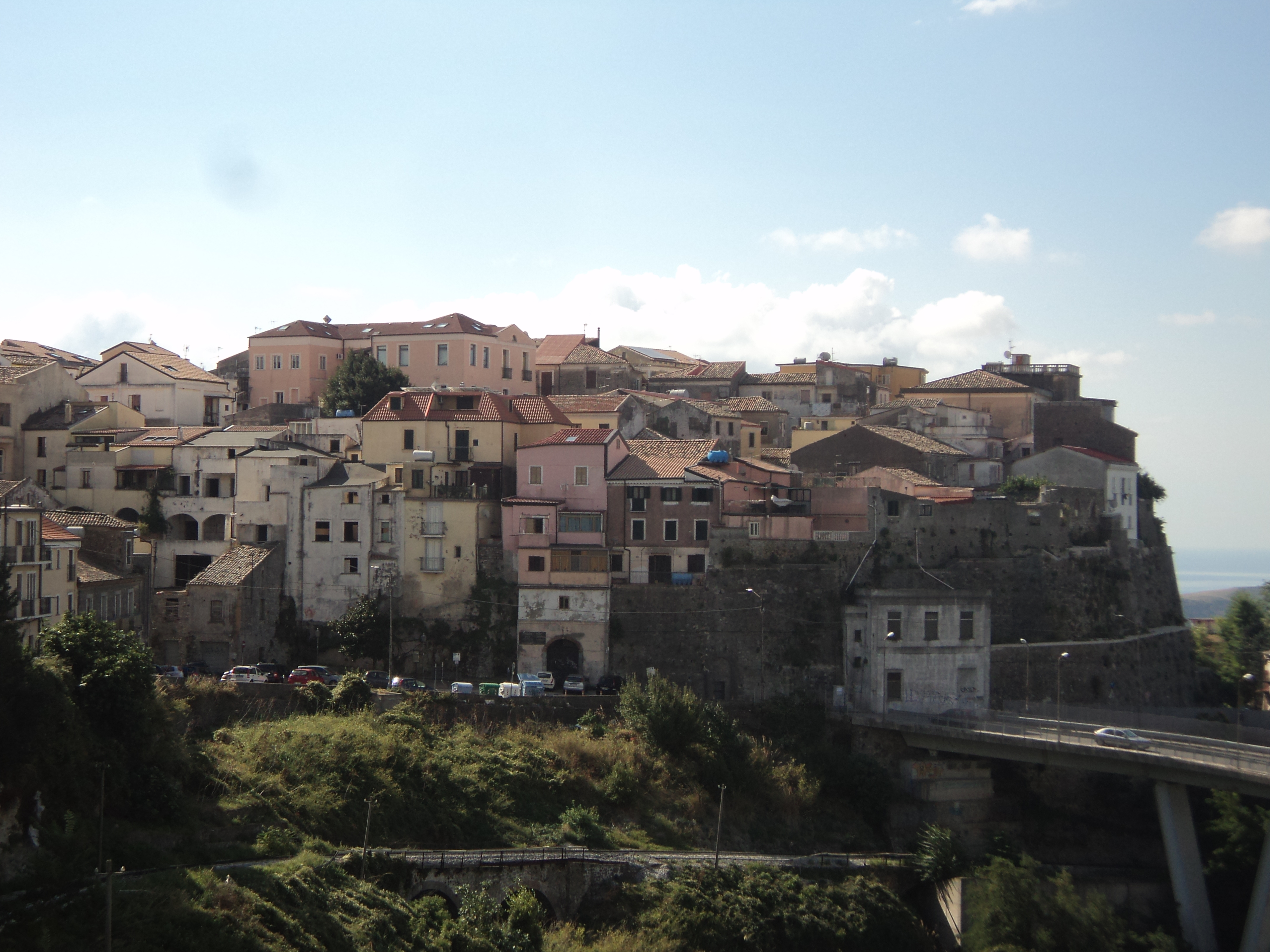
Teilansicht von Catanzaro
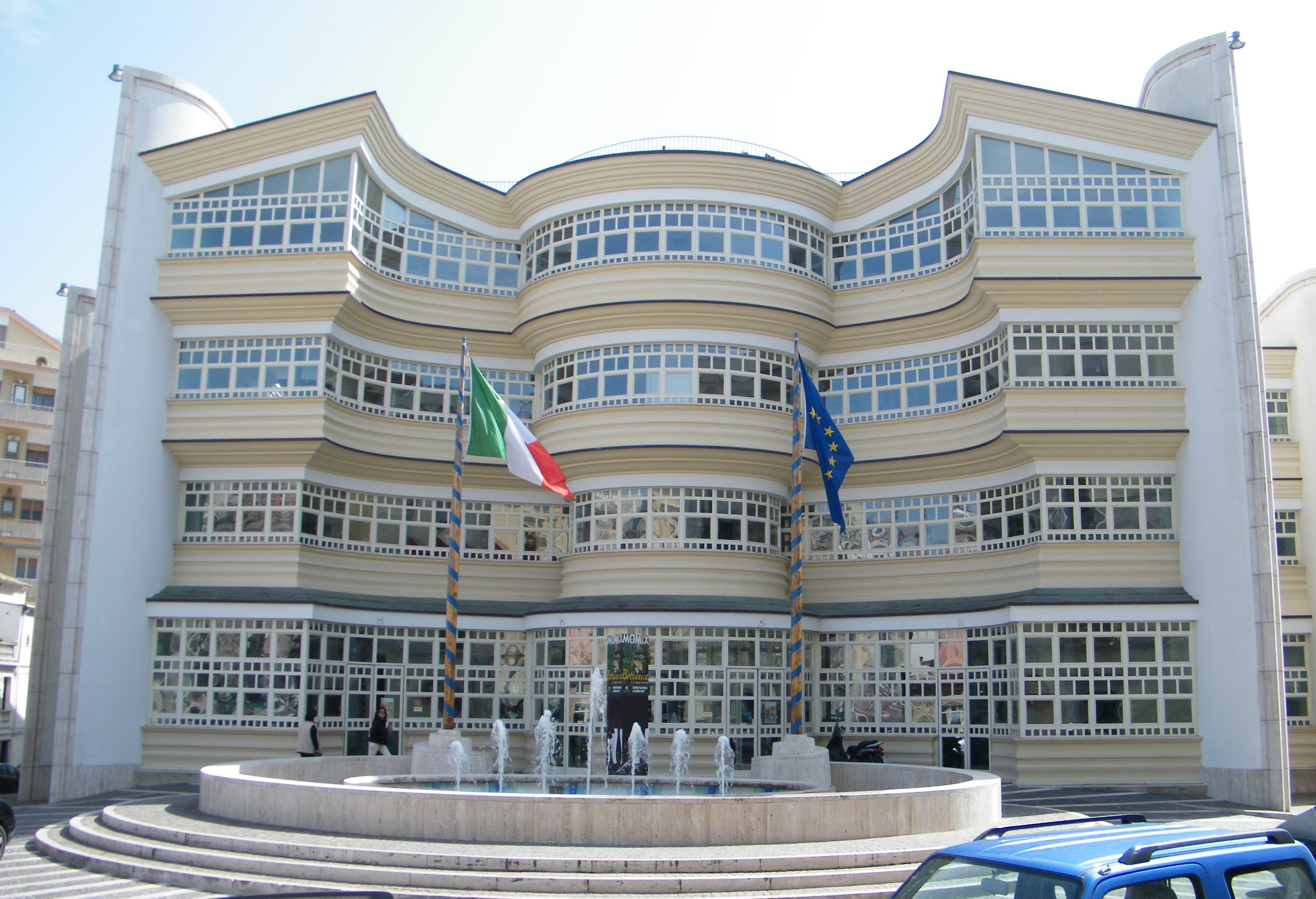
Teatro Politeama
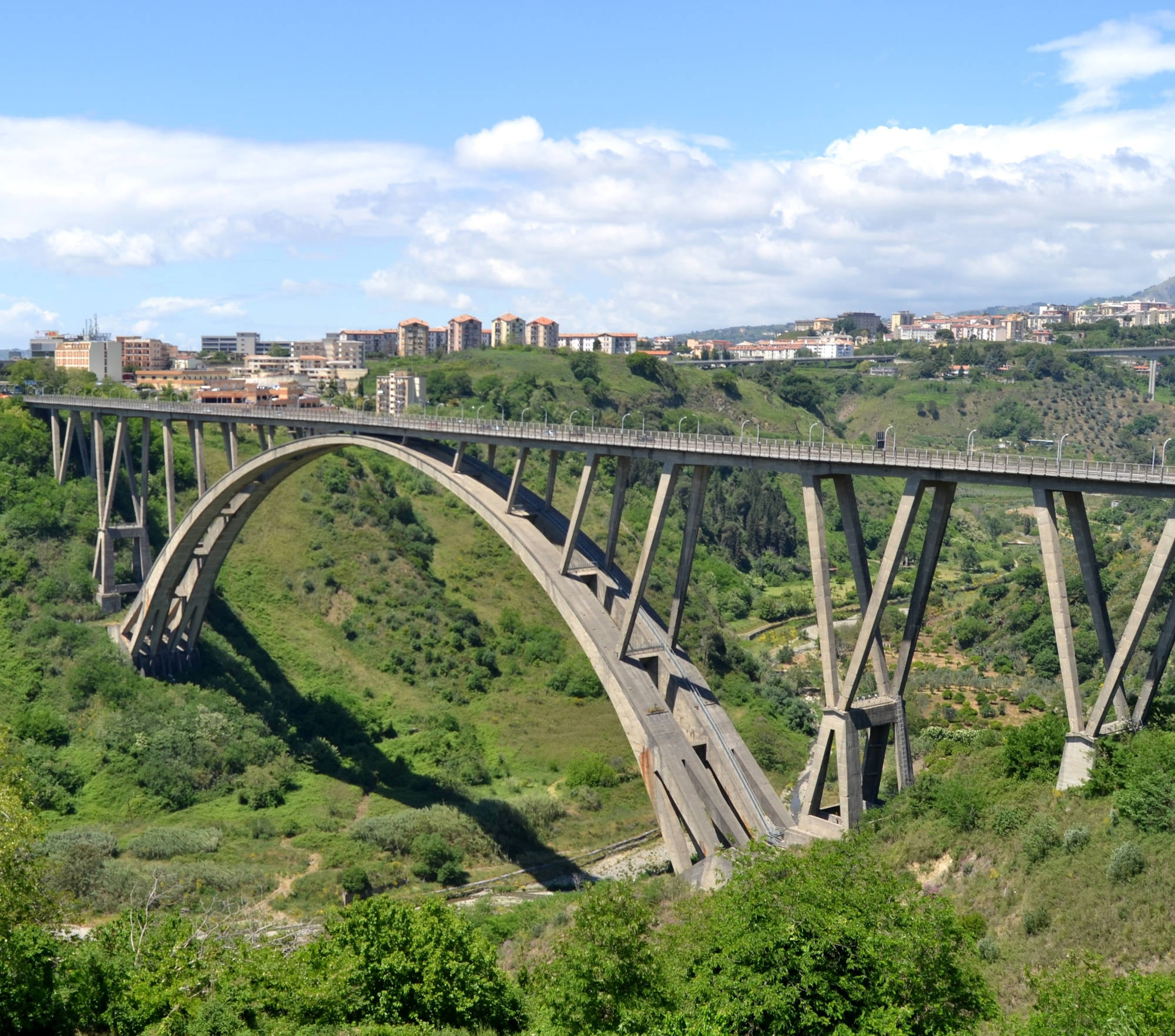
Ponte Bisantis

### Kulinarische Spezialitäten
- Der Morzeddhu ist eine typische Spezialität Catanzaros auf der Grundlage von Kalbsinnereien, die in der Vergangenheit vor allem von Arbeitern und Handwerkern als Zwischenmahlzeit gegessen wurde.

## Verkehr

### Straßenverkehr
Catanzaro ist über die Strada Statale 280 „dei Due Mari“ mit der Autostrada A2 verbunden. Catanzaro Lido wird von der Küstenstraße SS 106 erschlossen.

### Straßenbahn

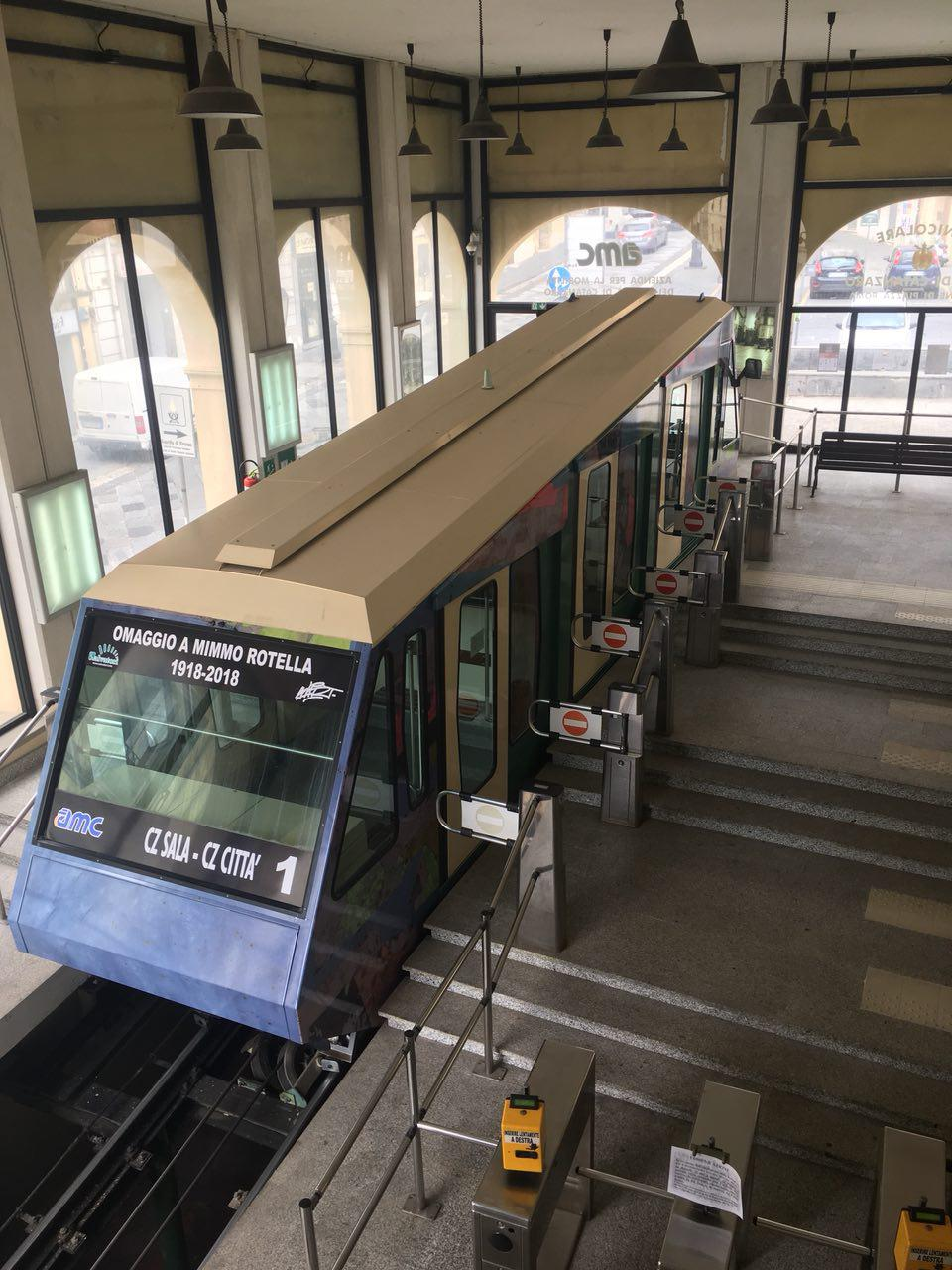
Standseilbahn in Catanzaro

Catanzaro hatte von 1910 bis 1954 eine städtische Straßenbahn, die zwischen Pié Sala und der Piazza Roma als Standseilbahn mit Traktorbetrieb betrieben wurde. Seit 1998 ist die Strecke zwischen Catanzaro Sala und der Piazza Roma als Standseilbahn in Betrieb.

### Eisenbahn
Im Bahnhof Catanzaro Lido treffen die Bahnstrecke Taranto–Reggio di Calabria, die Strecke nach Lamezia Terme und die Schmalspurbahn nach Cosenza aufeinander. 2008 wurde die alte, durch das Stadtzentrum führende Trasse der nach Lamezia Terme führenden Strecke durch eine neue Linienführung ersetzt. Die Erschließung des Stadtzentrums erfolgt seither ausschließlich durch die Schmalspurbahn, die als S-Bahn (ital.: Servizio ferroviario urbano) betrieben wird und zwischen Catanzaro Sala und Catanzaro Pratica mit Zahnstange ausgestattet ist.
Derzeit wird an einer Stadtbahn metropolitana di superficie gebaut.

## Städtepartnerschaften
Catanzaro unterhält mit folgenden Städten Partnerschaften:
- Bethlehem (Palästinensische Autonomiegebiete)[9]

## Söhne und Töchter der Stadt
- Giovanni Battista Zupi (um 1590–1650), Astronom, Mathematiker und Jesuit
- Francesco Acri (1834–1913), Philosoph
- Bernardino Grimaldi (1839–1897), Politiker
- Felice Tocco (1845–1911), Philosoph
- Renato Dulbecco (1914–2012), italienisch-US-amerikanischer Biologe
- Mimmo Rotella (1918–2006), Künstler
- Margherita Isnardi Parente (1928–2008), Philosophin und Hochschullehrerin
- Mario Foglietti (1936–2016), Drehbuchautor und Fernsehregisseur
- Gaetana Tolomeo (1936–1997), Selige
- Angelo Mammì (1943–2000), Fußballspieler
- Antonio Catricalà (1952–2021), Politiker
- Saverio Cannistrà (* 1958), Erzbischof von Pisa, ehemaliger Generaloberer des Teresianischen Karmel
- Francesco Neri (* 1959), Ordensgeistlicher, ernannter Erzbischof von Otranto
- Massimo Mauro (* 1962), Fußballspieler und Politiker
- Antonio Neri (1962–2017), römisch-katholischer Theologe und Kirchenrechtler
- Tebaldo Bigliardi (* 1963), Fußballspieler
- Maurizio Aloise (* 1969), römisch-katholischer Erzbischof von Rossano-Cariati
- Armando Matteo (* 1970), römisch-katholischer Geistlicher, Theologe
- Manuel Nicoletti (* 1998), Fußballspieler